# Literatura bretona
La Literatura bretona és la desenvolupada a Bretanya en llengua bretona. Pel que fa als autors, veure Llista d'autors bretons.

## Primers testimonis

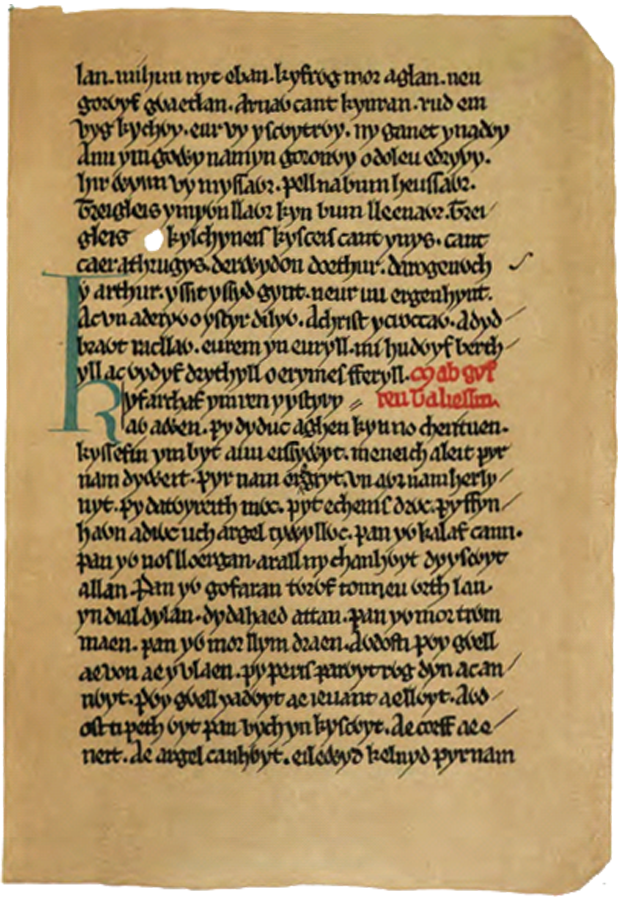
Llyfr Taliesin (Llibre de Taliesin), foli 13r (facsímil publicat el 1868).

El text més antic que es conserva en bretó antic data del 790, consisteix en dues pàgines d'un tractat de plantes medicinals, i es conserva a Leiden (manuscrit de Leiden).
De les primeres manifestacions de l'awen (inspiració poètica) només existeixen referències vagues, ja que la tradició d'aleshores era primordialment oral. Hi ha inscripcions funeràries, comptes dels mercaders, inscripcions a monedes, però la saviesa druida i l'ensenyament metafísic, mitològic, filosòfic i científic era aplegat per milers de versos que havien de ser memoritzats pels aprenents. Endemés, la societat cèltica tenia els bards, poetes sagrats que celebraven les proeses del clan improvisant poemes amb arpa. Per altra banda, el cèltic parlat a Bretanya fins al segle VIII era el britònic, comú al gal·lès, còrnic i gàl·lic, llengües de les quals no començaria a diferenciar-se fins al segle vi.
L'establiment cèltic a Bretanya reforçaria els lligams amb Gal·les i Cornualla, tot formant una unitat social i cultural indissociable, amb reis i patrimoni literari comuns. I llurs bards, Taliesin, Aneirin, Llywarch Hen, Hyvarnion i Gwenc'hlan, famosos arreu d'Europa. Durant l'Edat Mitjana es desenvolupà una important literatura oral en bretó, destacant per això el bard Bleheri, famós a la cort de Guilhem d'Aquitània, però els primers testimonis literaris escrits en bretó no arribarien fins a l'Edat moderna. Es creu que els poetes i bards bretons foren els qui introduïren i renovarien al continent europeu el cicle d'històries i llegendes de l'anomenada Matèria de Bretanya, referents al rei Artur i a la Taula Rodona (cicles de Weroc, Meriasek i Yonek, llegenda de Tristany i Isolda), sobretot a partir del segle xi, durant el ducat de Hoel I, mercè els bards Cadiou i Riwalon. També foren importants els breus poemes lírics (lais bretons) i cants d'amor que dissortadament només han sobreviscut en la seva versió francesa. En filosofica i teologia, tot i que escriviren en francès o llatí, destacaren com a mestres Pierre Abélard (1079-1142) d'Ar Palez, vora Naoned, amb Sic et non (1122), considerada com a l'obra mestrra de l'escolàstica; Bernard de Loudéac, mestre a Chartres; Jean Roscelin (m. 1121), un dels iniciadors del nominalisme i professor a la Sorbona; Baudri de Borgueil (1047-1130) i Marbode de Rennes (1035-1123). Les obres en bretó d'aquesta època no s'han conservat. Com a Gal·les i a Irlanda, els monjos les recolliren, però la majoria de monestirs foren saquejats pels normands, i els pocs supervivents foren destruïts durant les Guerres de la Lliga o durant la Revolució Francesa.

## Elbretó mitjà

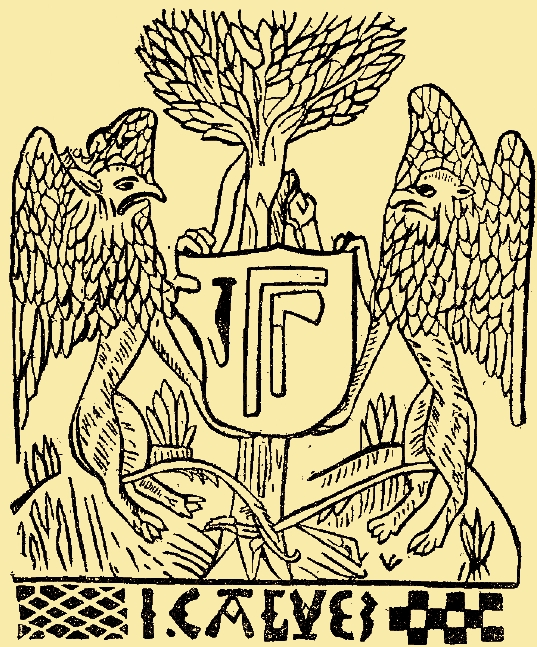
Marca de l'impressor Jehan Calvez, figurant a la versió incunable del Catholicon bretó el 1499.

Els texts millor conservats corresponen al període del Bretó Mitjà (segles XV-XVI): alguns són les anomenades Buhes ar Zent (Vides de Sants), datades del segle V però no impreses fins als segles XV-XVII: com Buhez Santes Nonn hac he map Deuy (Vida de Sant Non i del seu fill Deuy), Buhez Sante Gwenole (Vida de Santa Gwenola), Buhez Santez Genovefa (Vida de Santa Genoveva), Buhez Santez Barba (Vida de Santa Bàrbara), impresa el 1557, Burzud Braz Jesus (Vida de Jesús), recollida el 1530 i An Passion hac an Resurrection (Passió i Resurrecció). D'altres foren An dialog etre Arzur Roe d'an Bretoned ha Gwynglaff (Diàleg entre Artur, rei dels bretons, i Gwynglaff), compost el 1450, i de caràcter religiós; l'intel·lectual Jehan Lagadeuc compongué entre el 1463 i el 1499 Le catholicon breton, primer diccionari bretó-francès-llatí, amb més de 5.000 mots. Però les obres més importants, també d'inspiració religiosa foren el Mellezour an maru (Mirall de la mort, 1519) de Jean Ar Archer Coz, considerada la gran obra del renaixentisme bretó, i la Buhez Mabden (Vida de l'home, 1530). No se sap res de la poesia lírica, tot i que se sap que les històries tradicionals es feien en vers, i petits poemes (lais, balades, planys).
El teatre bretó no aparegué fins al segle xii, amb els misteris imaginats per a la instrucció i entreteniment del poble en llengua vulgar. Eren compostos en vers, tot respectant les antigues formes de mètrica celta, que encara eren norma a Gal·les. Sovint es basaven en la vida i miracles dels sants locals (Meriasek, Bieuzy), els actors eren gent del poble que s'aprenia el text de memòria oralment, cosa que explicaria que no se'n conservin els manuscrits. El text més antic, la Buhez Santez Nonn, data del 1450, i els altres, Burzud Braz Jezuz (1530), Buhez Santez Barba (1557) i Buhez Santez Katell (1580). Aquestes peces eren més llargues que els misteris francesos, i tenien més intensitat dramàtica, però no s'hi ha trobat escenes escabroses, i es remarca la presència d’ankou, personificació masculina de la mort, en els contes populars. I pel que fa al teatre profà, s'iniciaria d'ençà del segle xv i només es conserva una petita comèdia, Amourousted eun den coz penihy so orguet a vez ur plac’h (L'amor d'un ancià enamorat d'una joveneta).
Entre el 1530 i el 1642 es compilaren els Poémes bretons du Moyen Age, que no foren impresos fins al 1879, i que recollien els Pemzec levenez Maria (Els quinze goigs de Maria), Buhez Mabden (En la vida de l'home), i Tremenvan an itron gwerches Maria (Passió de la Verge Maria). Finalment, el 1576 apareixeria una versió de la Buhez an itron Santes Cathell (Vida de la dama Santa Caterina).

## Seglesxviixvii
Durant el segle xvii continuaria el desenvolupament de la literatura en llengua bretona, tot destacant el Dictionnaire breton-français (1616) de Quinquer de Roscoff, qui l'any 1636 compongué unes Divizioù (Converses); el 1622 es compongué la Doctrin an christien, que comprèn les obres profanes Bue Robars an Diaoul (Vida de Robert el Diable), An inconstanç doub i Ian melarge (Dimarts de Carnaval), influïdes per la commedia dell’arte i on s'introdueix el personatge d'arlequí, a les quals s'uniria més tard Ar farvel goapaer (El boig dissimulat), composta vers el 1750 en dialecte leonès per Paskal Kerenveier (1728-1794); i el 1650 Tangi Gueguen compongué les An nouelou ancient ha devot (Cançons velles i devotes).

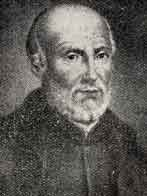
Julien Maunoir (1606-1683).

Durant la segona meitat del segle xvii s'inciaria el període del bretó modern, marcat en l'origen pels treballs gramàtics del jesuita Julien Maunoir (1606-1683). El fill d'un missioner bretonòfon, Mikael an Nobletz (1577-1652) també va intentar crear una grafia basada en el dialecte de Leon, i fa algunes mutacions inusuals en la llengua: tok "barret" i kiger "carnisser", esdevenen tok ar c'higer "el barret del carnisser" o tokoù ar gigerien "els barrets dels carnissers", també ma zog "el meu barret" i e dok "el seu barret".
Alhora, s'abandonarien les regles més difícils de la versificació celta, cosa que permetria compondre poemes i drames sense exercisis de gran virtuosisme. Aquesta és considerada com a la gran època de l'humor cèltic, amb les obres teatrals de costums i satíric de Klaod Al Lae (1745-1791) Ar c’hy (el gos) i Sarmoun great ar maro a Vikeal Morin (Sermó sobre la mort de Miquel Morin), del poema anònim Ar bugel fur (L'infant savi) i els poemes frívols de l'abat Baill, capellà de Saint Jean-du-Doigt, autor de Meulidige kegin (Elogi del grall).
Pel que fa al teatre de l'època, destacaren Buhez Santez Genovefa ar Vrabant i la Burzud (Passió) de 4.660 versos, composta per Laorañs Richou, i el Buhez ar Saent (1752) de Claude Marigo (1693-1759). D'altre teatre religiós el formen els populars Pardons (celebracions religioses), el Burzud Santez Triphina, Purgatori de Sant Patric i Buhez ar pevar map Aymon (Vida dels quatre fills d'Aymon). Pel que fa a literatura culta, cal destacar Alain-René Le Sage Ar Fur, qui compongué Tuccaret (1709); el p. Grégoire de Rostrenen (1672-1750), seguidor de Maunoir, qui el 1732 compondria Le dictionnaire françois-breton; i Teophile-Malo Corret de la Tour d'Auvergne (1743-1800), filòleg autor de Nouvelles recherches sur la langue, l'origine et les antiguités des bretons (1792). Loeiz Le Pelletier (1663-1733) compongué un diccionari etimològic bretó publicat pels Estats; Charles le Briz (1665-1737) compongué Heures bretonnes et latines (1712) en una barreja de bretó i francès anomenada brezhoneg beleg (el bretó dels capellans).

## Renaixement literari (s. XIX)

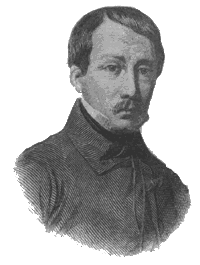
Aougust Brizeug (1803-1858)

La renaixença literària bretona va coincidir amb el triomf literari del romanticisme, ja preparat per l'obra de Gonideg i per la poesia de tradició oral ja existent. Encara en el segle xix hi havia bards ambulants que cantaven a les vetllades de granja en granja, els gwerzioù (planys i cants èpics) i els sonioù (de caràcter humorístic i amorós), on es barrejaven poemes antics i composicions noves. D'altres vestigis de la tradició oral, els contes, recreaven personatges com Merlí, Artur, les fades Viviana i Morgana, el gegant Gaor, el cruel rei Conomor (el Conchobar dels irlandesos), la princesa llibertina Ahès o Dahud, els nans maliciosos anomenats korrigans o kornandons, i el rei Marc de Cornualla, conegut per la història de Tristany i Isolda. Els vells mites foren cristianitzats, com l'antiga divinitat celta Cernunnos Taranis, que fou substituïia pel diable. També era mig pagana la personificació de la mort, ankou, que era masculina. Els temes favorits de les llegendes eren la submersió de ciutats i de viles, la recerca de princeses, morts de dones i d'infants, treballs duts a terme gràcies a la màgia, i la cérvola perseguida; a aquests se’ls uniren el llegendari cristià, els sants arribats de Britànnia per tal d'evangelitzar el país, i ls divinitats cèltiqus transformades en sants, com Ana en Santez Anna, Brigantia en Santa Brígida, i Edern en Sant Edern.
Théodore Hersart de la Villemarqué va fer un ampli recull d'aquestes tradicions ancestrals, i el 1838 en publicà el que li semblà millor al Barzaz Breiz. Això obriria l'entusiasme i encoratjaria altres joves autors per tal d'escriure en bretó. Els principals foren Aougust Brizeug (1803-1858), Prosper Proux (1812-1873) de Kernev; Jean Marie le Scour, amb Gwerz Ker-Is (La ciutat submergida); Dom. Lan Inizan (1826-1891) François-Marie Luzel Fañch An Uhel (1821-1895), Gwilherm Kerambrun (1813-1852), Narcisse Quellien (1848-1902), amic d'Ernest Renan i autor dels poemes Annaïk (1880) i Breiz (1898); Gabriel Milin (1822-1895) director de la revista Feiz ha Breizh i autor dels contes Gwechall-goz e oa (Ha sigut un altre cop, 1924).
També es desenvolupà una forta literatura de caràcter religiós i reaccionària, fomentada per les traduccions bíbliques Histoer ar Vuhe Jesus Chrouist (Història i vida de Jesucrist), en gweneg, de Giquello, i el Testament Nevez hon Aoutrou Jesus Krist (El nou testament de Jesucrist, 1827), traduït per Gonidec, que el 1866 s'uniriren en la Bibl Santel. Entre aquests autors religiosos destacarien el p. Henry, autor de Kannouennou santel (Càntics sagrats); el p. Yann-Vari Le Jobioux (1806-1888), l'abat Durant, autor d'Ar feiz ha ar vro (La fe i el país); Joakim Gwilhom (1797-1857). Endemés, durant el període del 1830 al 1848 destacaren els autors de teatre Aougust Ar C'horr i Jobig Koat de Montroulez, autors de comèdies com Plac'h ar pemp amourouz (La noia dels cinc enamorats). Des del 1800 es formaren nombrosos grups de teatre amateur al Bro Dreger, a viles com Lannion, Pluzuned, Paimpol i Lanveur. Totes aquestes obres ajudarien a fixar l'estereotip del bretó ultracatòlic i reaccionari.
El 1901 es crearia el Gorsedd bretó, dirigida pels escriptors Yann Le Fustec, Erwan Berthou Kaledvoulc'h (1861-1933), fundador del grup de poetes itinerants Ti kaniri Breiz el 1900 i autor de Dre an delenn hag ar c'horn brud (Amb arma i banya de guerra, 1904) i Alc'hoveder Treger (Alosa de Treger), i per Frañsez Taldir Jaffrenou (1879-1956), autor de l'himne nacional bretó i dels poemes An hirvoudou (Els sospirs), Ar barz hag ar prokuror (El poeta i el procurador) i An delenn dir (L'arpa d'or).

## La primera meitat del segle XX

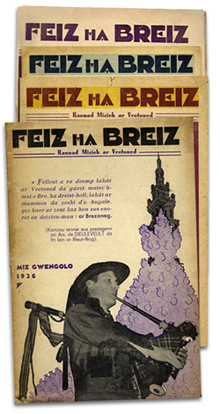
Exemplars de la revista Feiz ha breiz dels anys 1930.

El segle XX marcaria un segon renaixement de la cultura bretona, on hi jugarien un rol fonamental el Gorsedd bretó i altres associacions. Tanmateix, el moviment literari tindrà poc impacte popular, alhora que l'escola en francès actuarà com a uniformitzadora i predicadora de la vergonya del patuès, i també es perseguia els capellans que encara predicaven en bretó.
La revista Dihunamb (1905-1944) fou bressol del moviment literari conegut com a escola en gweneg, dita així perquè empraven aquest dialecte en literatura, amb els autors Loeiz Herrieu (1879-1925) amb els poemes Ar barz labourer (El bard pagès), De hortoz kreisnoz (Tot esperant mitjanit) i Kamdro an ankeu (Retornant de la mort, 1919) on recull les experiències de la guerra; Yann-Ber Calloc'h Bleimor (1888-1917) poeta mort al front, autor del recull War en deulin (De genolls, 1917); Tangi Malmanche (1875-1953) autor de teatre amb Marvailj an Ene Naoniak (El conte de l'ànima que té fam, 1920), Gurvan ar Marc'hek estrañjour (Gurvan, el cavaller estranger, 1923), Ar baganiz (Els pagans, 1931), An antekrist (L'anticrist, 1951) i Gweregan toer (La dona del cobert); Anatole Le Braz (1859-1926) autor de teatre i poeta amb Tryphino keráuglas (1894), Theatre celtique (1905), Sonion Breizh-Izel (Cançons de la Baixa Bretanya, 1892) i An ankou (La mort, 1893); Toissant Le Garrec (1866-1939) dramaturg, amb el drama Ar hent er Hadour (En els esglaons del sembrador); Job Le Bayon (1876-1935) amb les peces de teatre Ar en hent de Vethleem (En el camí de Betlem), Nikolazig (Nicolauet) i Noluen; Yann-Vari Frañsez Jakob Efflam Koet Skau (1880-1938); Yeun Ar Gow (Yves le Goff, 1897-1966) notari de Gouézec des del 1927, i autor de Marc'heger ar Gergoad (Cavaller de Kergoat, 1938), Ar Gervilliget (La vila maleïda, 1962), Ar person touer (1961), Abrotin (1964) i E skeud tour bras San Jermen (A l'ombra del gran campanar de Saint Germain, 1955); Philomène Cadoret Koulmig Arvor (Coloma d’Armòrica, 1892-1923) amb el poema Mouer meneou Kerne (Veu de les Muntanyes de Kernev, 1912) i la novel·la Bleuniou a garantez (Flors d’amor, 1913).
Per altra banda, Yann-Vari Perrot (1877-1944) des de la revista Feiz ha Breiz i l'associació Bleun Brug va impulsar el teatre bretó amb obres de caràcter religiós com Alanig al louarn (Alain el guillot, 1905), i formà grups de teatre afeccionat com la Paotred Sant Nouga (Els minyons de St. Nouga) pel gener del 1904 a Bro Dreger, els Paotred Sant Tegoneg (Minyons de Sant Tegoneg) a Bro Leon el mateix any, a Saint-Vougay i a Plouguerneau, amb obres de Ar Bayon i algunes traduïdes del gal·lès. Abans de la segona guerra mundial també proliferarien alguns grups de teatre amateur que escriviren i representaren misteris; a Ploujean, a començaments del segle xx, un grup d’afeccionats, animats pel granger Thomas Parc, donà vida a les Buhez Santez Gwenole, Buhez Santez Triphina i Buhez ar Pevar mab Emon (Vida dels Quatre fills d'Aymon). Durant el període d’entreguerres, es representaren Burzud (Passions) a Ploueskad i Kastellpaol.

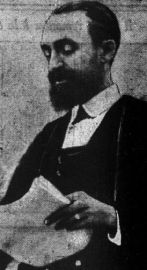
Loeiz Herrieu en una fotografia de 1939.

Des del 1925, la revista Gwalarn (Nord-oest), de caràcter més nacionalista, traduí al bretó obres de Puixkin, Blake, Èsquil i Tagore, i va promoure la difusió i ús de les noves normes ortogràfiques KLT, de caràcter normalitzador i unitari, oposant-se així als de l'escola en gweneg de Dihunamb. Els principals escriptors foren Roparz Hemon (Loeiz Nemo, 1900-1978), autor de les novel·les i narracions Un den a netra (Un home de no res, 1927), Meurlarjez (Dimarts de carnaval, 1938), Robert Emmet (1944), Mari Vorgan i An aotrou Bimbochet e Breizh (El senyor Bimbochet a Bretanya) amb les quals és considerat com el gran autor del segle XX en llengua bretona; René Le Roux Meven Mordiern (1878-1949) lingüísta i erudit, el 1924 publicaria un Atles Lingüístic de la Baixa Bretanya, així com una Istor ar bed (Història del Món) i Notennoù diwar benn ar Gelded Kozh (Notes sorbe els antics celtes) amb Fañch Valle, així com la novel·la Sketla Segobrani (1923-1925); Jakez Riou (1899-1937) impulsor del grup de teatre Nominoe-oe i autor de les narracions Geotenn ar Werc'hez (L'herba de la Verge, 1928); Youenn Drezen (1899-1972) traduí Nathaniel Hawthorne al bretó i escriví Itron Vari Germez (Mare de Déu de les Carmelites, 1942), Nozvezh Arkuz e beg an enezein (Les vetllades d'Arkuz al final de l'illa), An dour en-dro d'an Inizi (L'aigua al voltant de les illes, 1932) i Skol-lou arn Veig Trebern (L'escola montaraz de Veig Trebern, 1958); Emil Ernod (1851-1939) lingüísta i autor del diccionari Geriadurig Brezhonek-Gallek (1927) amb més de 6.500 mots; Gwilhom Bertou (1908-1951) director del setmanari Arvor i autor d’Ar vag Jupiter (El vaixell Júpiter); Xavier de Langlais (1906-1975) amb els drames An div zremm (Les dues cares), Tristan hag Izold (Tristany i Isolda) i el de ciència-ficció Enez ar Rod (L'illa de la roda); Loeiz Ar Floc'h Maodez Glanndour (1909-1986), capellà, fundador de les revistes Studi hag Ober (Estudi i Acció) el 1937 i Kaieroù Kristen (Quaderns cristians) el 1946, i autor dels poemes Imram (Periple, 1941), Troellennou glas (Espirals blaus, 1937) i Milc'hwid ar Serr-Noz (El mauvis del crepuscle, 1946); el lingüísta Fañch Vallée Abhervé (1860-1949) impulsor de la revista Kroaz ar Vretoned (1898-1920) i autor del llibre de memòries Eñvorennou eur brezonegur (Records d’un bretonista); Erwan ar Moal Dir na Dor (1874-1957), autor de teatre per a nens Pipi Gonto (1902),els contes Ar chiminaou (La xemeneia) i Enor d'el Labourer (Honor al treballador); Ernest Le Barzic Roh Vur (1917-1977) amb Kôziou tintin Mari (A propòsit de tanta Maria, 1963), Buhez ha faltazi (Vida i fantasia, 1970) i Loeiz Lezongar (1968); Yann Eozen Jarl (1902-1985), poeta; i Roperh Er Mason Chal ha Dichal (Flux i reflux, 1900-1952) autor dels poemes Judenn al Loman (Llegenda del pilot, 1947), Evit ket ha nitra (Per no i per res, 1951) i Er gouriz eur (Cinturó d’or, 1952).

## Literatura bretona des de 1945
En acabar la Segona Guerra Mundial, a poc a poc, el bretó deixaria de ser la llengua usual de comunicació, i passà a ser la parla de la llar, i només del treball del camp o de la mar. Alhora, però, una nove generació intentarà la represa, afavorint les noves tendències literàries, però tindrà sempre un tarannà elitista. Amb aquest caràcter aparegueren les revistes Imbourc'h (Recerca) el 1953, de crítica literària, impulsada per Youenn Olier (1923); Emsav (Moviment) i Preder (Reflexió), per Abanna; Evid ar Brezhoneg (Pel bretó), la cristiana Kaierioù Kristen (Quaderns cristians), successora de Studi hag Ober (Estudi i acció), i Ar Bed Keltiek (El món cèltic) fundada i dirigida per Roparz Hemon des del seu exili irlandès. D’altres revistes de més o menys durada foren Dihun (Despertar), Brud (Renombrat), Skrid (Escrits) i Planedenn (Destinats).

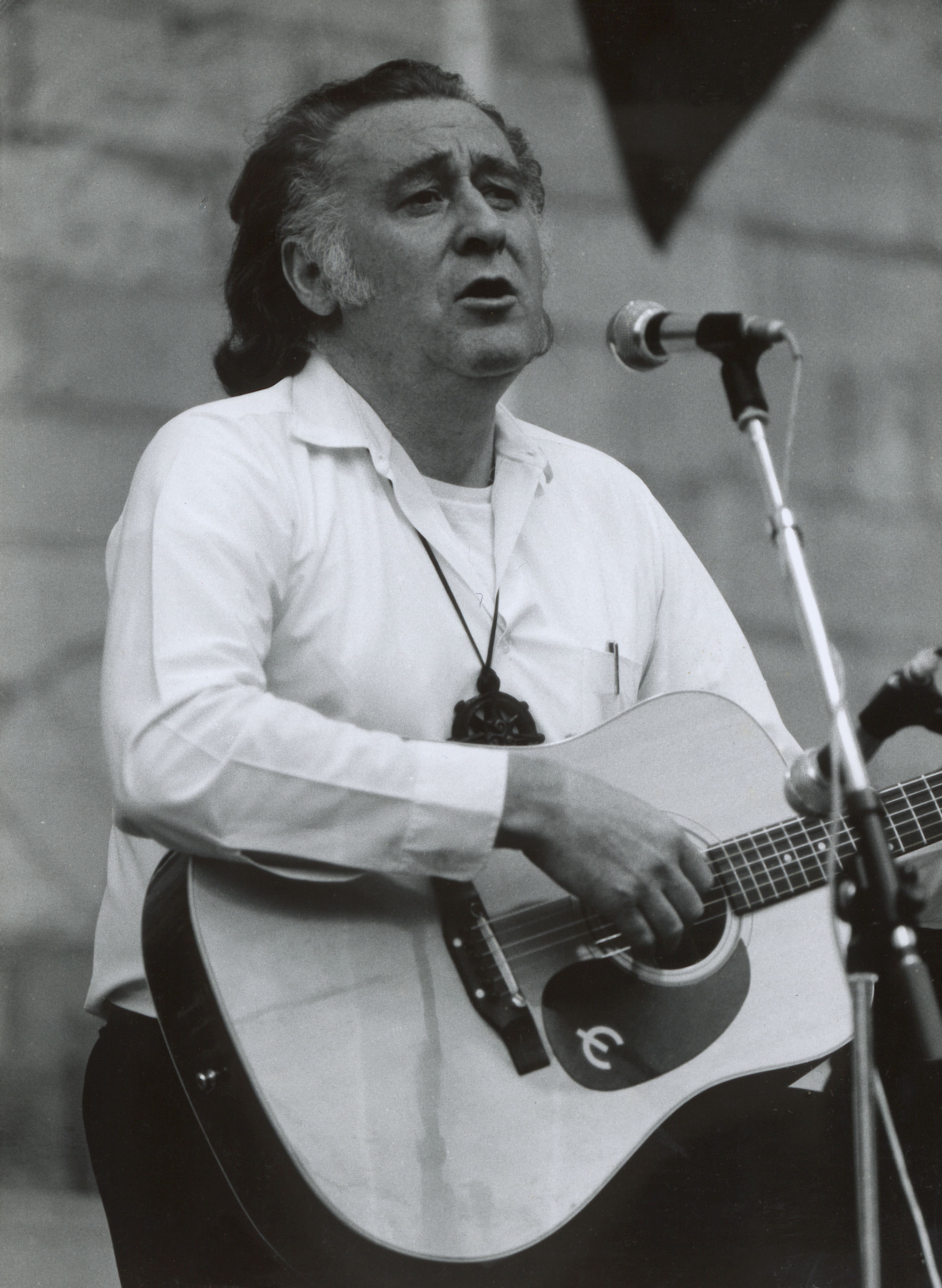
Youenn Gwernig.

L'animació cultural deurà força a les revistes literàries com Barr Heol (Raig de Sol), fundada el 1953 per Marsel Klerg (1912-1984), traductor de Shakespeare al bretó i que tancaria el 1978, i sobretot Brud (Fama), fundada el 1957 i que des del 1977 s'anomenarà Brud Nevez (Nova Fama) i Hor Yezh (La nostra Llengua), fundada per Gwion Etienne Abanna. Ambdúes agruparan el més florit de la literatura bretona del període. Autors com Per-Jakez Hélias (1914-1995) director de Brud i autor de les narracions Maner Kuz (Casal secret, 1964), Mevel ar Gosker (El criat de Gosker) i An Isild aheul (La segona Isolda); Frañsez Kervella Divi Kenan Kongar (1913) amb els poemes Disul da noz (Diumenge a la nit) i Gant blaz an avalou ruz (Amb el gust de les pomes vermelles, 1937); Youenn Gwernig (1925) qui visqué a Nova York del 1957 al 1969, amb els poemes An toull en nor (El forat darrere la porta, 1972) i An diri dir/Stairs of steel/Des escaliers d’acier (Escales d'acer, 1976) antologia trilingüe; Anjela Duval (1905-1981) amb els poemes Hiboul al Leger (El murmuri de Leger, 1973), Kan an douar (Cant de la terra, 1974) i l’assaig Leve ar paour ha peorien nevez (La ruta del pobre i els nous pobres, 1980); Per Denez (1921), autor polifacètic, amb els poemes Glas evel daoulagad c'hlas na oant ket ma re (Blau com els ulls blaus que no són pas els meus, 1980) i la novel·la Hiroc'h eo am anzer eget ar vuhez (El temps és més llarg que la meva vida, 1981); Naig Rozmor (1923), amb Karantez ha karantez (Amor i amor, 1980); Ronan Huon (1922) director de la revista Al Liamm, autor dels poemes Evidon va unan (Per mi mateix, 1976) i les novel·les An Irin glas (Les prunes verdes, 1966) i Un vouezh er vorenn (Vora veu a la bromera, 1980); Fañch Elies Abeozen (1896-1963) autor dels reculls divulgatius Istor lennegezh Vrezhonek ar amzer vremañ (Història de la literatura bretona contemporània, 1957), Hor lennegezh kozh (La nostra literatrua antiga), la novel·la Pirc'hirin kala-goañv (Pelegí de novembre, 1969), el poema Dremman Ankou (Visió de la mort, 1918) i la novel·la Hervelina Gerasvell (1943); Jarl Priel (1885-1965) escriví al final de la seva vida la trilogia Va zammig buhez (La meva vida), Va buhez a Rusia (La meva vida a Rússia) i Amañ ha ahont (Ací i allà) i Goulven Pennaod (1928).
El 1967 Ronan Huon fundaria la revista de temes generals Al Liamm (El Lligam), i en ella hi col·laboraria una nova generació de joves autors bretons, gent com Per Olier, Yan-Ber Piriou; Paol Keineg (1944) ex combatent a Algèria i autor de Mojennou gwir (Històries veritables, 1975) i Dahut (1976); Naig Rozmor, Fant Rozeg Meavenn (1913), Fransez Kervella, l’historiador Arzel Even (Yann Piette, 1921-1971) autor d’Istor ar yezhou keltiek (Història de les llengües cèltiques); Fañch Morvannou (1931), autor de Le breton sans peine (1975) i els joves narradors Glaodina Provost, autora d’Evit ha evidut, Reun ar C’halan, Reun-Menez Keldreg, Goulven-Jacq Kivijer, Josef-Abasq Didrizou, Goulc'hen Kervella i Tugdal Huon.
Pel que fa al teatre, es continuaria la tradició dels grups amateurs en llengua bretona amb la fundació dels grups Strollad Beilhadegou Dreger (Tropa de vetllades a Dreguer), que promogué l’aparició d'altres grups amb obres de caràcter satíric, com Strollad ar Vro Bagan (Grup del país de Bagan) i Buhez Dom Mikael an Nobletz (Vida del Noble Dom Miquel), així com el grup de la universitat de Brest, Centre Dramatique de langue Bretonne, dirigit per Demi Derrien, la Kanfarded laouen ar menez Are (L'alegre colla de les Muntanyes d’Arré) i d'altres grups a Plouguin, Pluvigner i Carhaix.